# Кьюсак, Димфна
Эллен Димфна Кьюсак (англ. Ellen Dymphna Cusack; 22 сентября 1902 года, Уэст-Уайэлонг, Новый Южный Уэльс — 19 октября 1981 года) — австралийская писательница.

## Биография
Димфна Кьюсак родилась 22 сентября 1902 года в небольшом местечке Уайлонге (Новый Южный Уэльс) в семье овдовевшего ирландского фермера знатного происхождения. От своего деда, ирландского бунтаря, иммигрировавшего в Австралию в середине XIX века, она унаследовала, как часто говорила писательница, «мятежный дух», любовь к свободе, непримиримость к насилию и угнетению. Детство её прошло на ферме, где отец разводил овец, даже искал золото, пока его не постигло разорение. Девочка любила ездить верхом, играть в футбол с мальчишками и читать. Под каждой подушкой в доме, вспоминала впоследствии Кьюсак, у неё была спрятана книга. В двенадцать лет тайком сочиняла пьесы и прятала листочки бумаги в щель резервуара с водой, где их «сторожила» летучая мышь. Память о тех годах она сохранит на всю жизнь, всю жизнь её связь с землей, с природой Австралии будет естественной и органичной.
Согласно семейной традиции, Димфна Кьюсак училась в католической школе Св. Урсулы в городе Армигейле. Обучение проводилось под строгим надзором монахинь. День начинался в пять часов утра с чтения молитвы, молитвой и заканчивался. Режим был суровый, почти спартанский. Девочкам внушали принципы христианских добродетелей: честность, нравственность, милосердие, любовь к ближнему. Учили умению сосредоточиться и погрузиться в свой внутренний мир.
Дальнейшие годы учения в Сиднейском университете привили ей «материалистическое свободомыслие», но приверженность к христианским постулатам, явившимся для неё выражением общечеловеческих ценностей, Кьюсак также сохранила на всю жизнь: честность, скромность, трудолюбие, пренебрежение к материальным благам. В 1926 году она окончила гуманитарный факультет университета, где она изучала литературу, историю, философию. Здесь утверждались ростки национального самосознания, интерес к австралийской культуре и истории.
Получив степень бакалавра и диплом с правом преподавания истории и психологии, Кьюсак начала работать в школе Нового Южного Уэльса. На этом поприще она трудилась около двадцати лет, осуществляя свою благородную просветительную миссию. Отсюда Кьюсак вынесла знания людей и жизни в промышленных районах, здесь столкнулась с бедностью и преступностью, провоцируемыми нищетой.
Дебютировала психологической драмой «Небо красно поутру». Но настоящую известность писательница получила благодаря своему политическому роману «Юнгфрау».
Раннее творчество молодой писательницы выпало на сложный период для Австралии. Страна была охвачена политической борьбой, классовыми антагонизмами и социальными потрясениями. Период 1930-х годов Австралии был омрачён «великой депрессией» в преддверии надвигавшейся войны. Димфна Кьюсак вместе с прогрессивными силами Австралии участвовала в антифашистском движении, в кампании защиты Испании. Она ощущала свою сопричастность к процессам, происходившим в мире. Война застала Кьюсак в портовом городе Ньюкасле, городе стали и угля, где опасность, нависшая над страной, ощущалась ещё сильнее. И даже в это тяжелое и трудное время она не переставала работать: выступала с лекциями по истории и культуре Австралии в кружках просвещенных рабочих, в военных лагерях и казармах. Война принесла неисчислимые жертвы и страдания. Не обошла она стороной и семью Кьюсак: на войне погиб её брат. В 1944 году с ней произошел несчастный случай, и она перенесла сложную операцию на позвоночнике. Прикованной на долгие годы к постели, Кьюсак пришлось заново учиться жить и работать. «Боль удивительно стимулирует воображение», — говорила она. Димфна Кьюсак диктовала свой роман Флоренс Джеймс, лежа в постели: «Я стала писательницей, потому что у меня не было иного выхода». Много раз она говорила смерти «Нет!», не теряя при этом жизнерадостности и оптимизма. Её личные потребности всегда были очень скромными, почти монастырскими. В романе «Солнце — это ещё не всё» устами молодой студентки Лайши Кьюсак говорит: «Я не хочу тихой обеспеченности… Я хочу быть с людьми, которые борются во имя другого мира…» Это голос самой писательницы, не желавшей «тихой беспечности», продолжавшей непрерывно работать, внося свою лепту в дело мира и единения народов. Она против войны и разрушения. Она за возрождение земного сада на сожженной планете.

## Произведения
Романы
- «Юнгфрау» (1936)
- «Скажи смерти „нет“!» (1951, русский перевод 1961)
- «Солнце в изгнании» (1955)
- «Чёрная молния» (1964, русский перевод 1972)
- «Обгоревшее дерево» (1969, русский перевод 1973)
- «Жаркое лето в Берлине» (перевод с английского: Головня, И. В., Издательство «Мир», Москва, 1964)
- «Солнце — это ещё не всё» (1967, русский перевод 1969)

Пьесы
- «Небо красно поутру» (1935)
- «Кометы пролетают быстро» (1943)
- «Тихоокеанский рай» (1956)

Рассказы
- «Рождественская Ёлка» («Огонек», 1979, № 52, с. 18-19; Иллюстрации И. Пчелко; перевод с Английского — Владимир Постников)